# Hospital Pediátrico Pequeno Príncipe
O Hospital Pediátrico Pequeno Príncipe é um hospital localizado na cidade de Curitiba no Paraná e surgiu a partir de movimentos sociais no ano de 1919 comandados por um grupo de mulheres curitibanas que realizavam consultas gratuitas e distribuição de medicamentos para crianças e adolescentes da comunidade carente.

## História
Em 1919, um grupo de mulheres da cidade de Curitiba no Paraná decidiram realizar um ato inédito ao prestar atendimentos gratuitos em saúde para a população carente com o foco em crianças e adolescentes.  O Hospital Pequeno Príncipe foi eleito em 2023, pela terceira vez consecutiva, um dos melhores hospitais do mundo que atuam com pediatria, em um ranking elaborado pela revista norte-americana Newsweek.

## Acreditação Hospitalar
O Hospital Pediátrico Pequeno Príncipe desde o ano de 1994 é classificado como o maior hospital exclusivamente pediátrico do Brasil e conquistou reconhecimento pelo seu trabalho recebendo o Nível 1 da Organização Nacional de Acreditação (ONA) em 2016 e no ano de 2019 o Nível 3 que representa excelência no atendimento.